# روبرت موير غريفز
روبرت موير غريفز (بالإنجليزية: Robert Muir Graves)‏ هو مهندس معماري أمريكي، ولد في 24 سبتمبر 1930 في ترينتون في الولايات المتحدة، وتوفي في 28 يونيو 2003 في بيند في الولايات المتحدة.